# Bahnhof Reboleira
Der Bahnhof Reboleira ist ein Bahnhof in der gleichnamigen Freguesia der portugiesischen Stadt Amadora im Distrikt Lissabon und einer der drei Stationen auf deren Gebiet. Er liegt an der Linha de Sintra und wird von Vorortszügen der CP Urbanos de Lisboa bedient. Ein Anschluss ans Lissabonner U-Bahn-Netz wurde 2016 vollendet.

## Geschichte
Der Bahnhof wurde 1999 als Ersatz für den in den 1960er Jahren erbauten, von der CP jedoch niemals als solchen genutzten Haltepunkt Jota Pimenta eröffnet, der rund 500 Meter östlich des heutigen Bahnhofs an der Linha de Sintra lag.

## Lage und Ausstattung
Der Bahnhof ist nebst Amadora und Santa Cruz-Damaia einer der drei amadorenser Bahnhöfe an der Linha de Sintra und liegt in der gleichnamigen Freguesia. In der Nähe liegt auch das Estádio José Gomes des Fußballvereins CF Estrela Amadora, genauso wie die ehemalige Bombardier Transportation/Sorefame-Fabrik Amadoras. Der Bahnhof ist im Zuge des viergleisigen Ausbaus der Linha de Sintra zwischen Benfica und Monte Abraão behindertengerecht und somit auch barrierefrei ausgebaut worden. Im Bahnhof selbst befinden sich noch eine Bar und einige Detailhandelsgeschäfte. Der Bahnhof umfasst zwei Seiten- und einen Mittelbahnsteig.

## Verkehr
Der Bahnhof wird ausschließlich von den Zugläufen der Linha de Sintra-Linienfamilie der CP Urbanos de Lisboa bedient. Die beiden Zugläufe Sintra–Lissabon Rossio und Mira Sintra-Meleças–Lissabon Roma-Areeiro–Lissabon Oriente überlagern sich zu einem Zehnminutentakt. Zudem verkehren zu den Hauptverkehrszeiten zusätzliche Züge zwischen Sintra und Alverca, welche auch den Bahnhof Reboleira bedienen. Reboleira ist umsteigefrei an die Lissabonner Fernbahnhöfe Oriente und Entrecampos angebunden, wo direkte Verbindungen unter anderem nach Porto, in den Alentejo und in die Algarve angeboten werden.

## U-Bahn
Die Verlängerung der Linha Azul, die bis dahin in Amadora Este endete, bis Reboleira sollte im zweiten Halbjahr 2012 eröffnet werden. Die Bauarbeiten begannen 2008 und die Kosten beliefen sich anfänglich auf 39 Millionen Euro.
Nach Verzögerungen und Kostensteigerung konnten die Strecke und der neue U-Bahnhof Reboleira schließlich am 13. April 2016 dem Verkehr übergeben werden.